# Alaghy Békény Judit
Alaghy Békény Judit (1560-as évek – 1591. július 29.) Alaghy Békény János és Pásztói Katalin leánya, Rákóczi Zsigmond későbbi erdélyi fejedelem első felesége.

## Élete
1580 körül Mágócsy Andráshoz ment feleségül, aki a házasságkötésük után építtette, családja számára, illetve fejezte be a nagybátyja Mágócsy Gáspár által építeni kezdett pácini várkastélyt. Már 1586 nyarán özvegyen maradt. Elveszített férje az idős Mágóchy Gáspárnak, Észak-Magyarország egyik leggazdagabb főurának volt unokaöccse és örököse. A betegeskedő nagyúr gondoskodni akart unokaöccse özvegyéről és kiskorú gyermekeiről, azonban 1587 áprilisában meghalt. A gyám Rákóczi Zsigmond lett, és rövidesen Alaghy Békény Juditot is feleségül vette. 1587. június 18-án már mint házastársak szerepeltek. Házasságuk révén kerültek a hatalmas Mágócsy-birtokok, köztük Munkács a Rákócziak birtokába. A fiatalasszony négy évvel később halt meg. Második házasságából született leánya, Rákóczi Erzsébet 1602-ben Homonnai Drugeth Bálint felesége lett.